# Union pour la défense des intérêts républicains
L'Union pour la défense des intérêts républicains, abrégé en UDIR, est un parti politique guinéen membre de l'opposition,
Il est dirigé par Bouya Konaté.

## Présidentielle 2020
Elle décide le 2020 de participer au élection présidentielle de 2020 le 18 octobre 2020 avec 12 autres candidat.